# Órie
Órie (en rus: Орье) és un poble (un possiólok) del krai de Krasnoiarsk, a Rússia, segons el cens del 2017 tenia 292 habitants. Pertany al districte municipal d'Aguínskoie.